# Берегівський страйк виноградарів (1929)
Берегівський страйк виноградарів 1929 — виступ робітників Закарпаття у березні — квітні 1929 року. 

## Історія
24 листопада того року було проведено конференцію виноградарів Берегівщини, де було висунуто вимоги до власників плантацій, зокрема щодо підвищення заробітної плати, скорочення робочого дня, поліпшення побутових умов робітників. Страйк почався в другій половині березня і вже 8 квітня став загальним. У страйку взяли участь понад три тисячі робітників. 18 квітня на знак солідарності застрайкували цегельники, каменярі і будівельники. 20 квітня страйк закінчився частковою перемогою робітників: вони домоглися підвищення заробітної плати.